# Tourbière de Mées
Tourbière de Mées este o arie protejată (sit de importanță comunitară — SCI) din Franța întinsă pe o suprafață de 108 ha, integral pe uscat.

## Localizare
Centrul sitului Tourbière de Mées este situat la coordonatele 43°43′05″N 1°06′23″W / 43.71806°N 1.10639°V.

## Înființare
Situl Tourbière de Mées a fost declarat arie specială de conservare în baza directivei 92/43 din 1992 referitoare la conservarea habitatelor naturale și a faunei și florei sălbatice pentru a proteja 8 specii de animale.

## Biodiversitate
Situată în ecoregiunea atlantică, aria protejată conține 6 habitate naturale: Pajiști umede atlantice temperate cu Erica ciliaris și Erica tetralix, Turbării active, Depresiuni pe substraturi de turbă de Rhynchosporion, Păduri aluvionare cu Alnus glutinosa și Fraxinus excelsior (Alno-Padion, Alnion incanae, Salicion albae), Mlaștini oligotrofe degradate, capabile încă de regenerare naturală, Mlaștini calcaroase cu Cladium mariscus și specii de Caricion davallianae.
La baza desemnării sitului se află mai multe specii protejate:
- mamifere (3): vidră de râu (Lutra lutra), nurcă (Mustela lutreola), liliac cărămiziu (Myotis emarginatus)
- nevertebrate (2): Coenagrion mercuriale, Coenonympha oedippus
- pești (2): cicar (Lampetra planeri), Petromyzon marinus
- reptile (1): țestoasa de baltă (Emys orbicularis)

Pe lângă speciile protejate, pe teritoriul sitului au mai fost identificate 7 specii de plante.